# Улица Флорида (Буэнос-Айрес)
Улица Флорида (исп. Calle Florida) — пешеходная улица в Буэнос-Айресе, Аргентина. Начинается от Авенида Ривадавия и заканчивается на Площади Сан-Мартина. Она признана одной из наиболее важных торговых улиц в Аргентине. Её продолжением к югу от Авенида Ривадавия является улица Перу.
В 1913 году она стала первой пешеходной улицей города, после запрета ездить между 11 и 21 часов и 1 июля, 1971 г. преобразована в пешеходную улицу в полном объеме.

## История

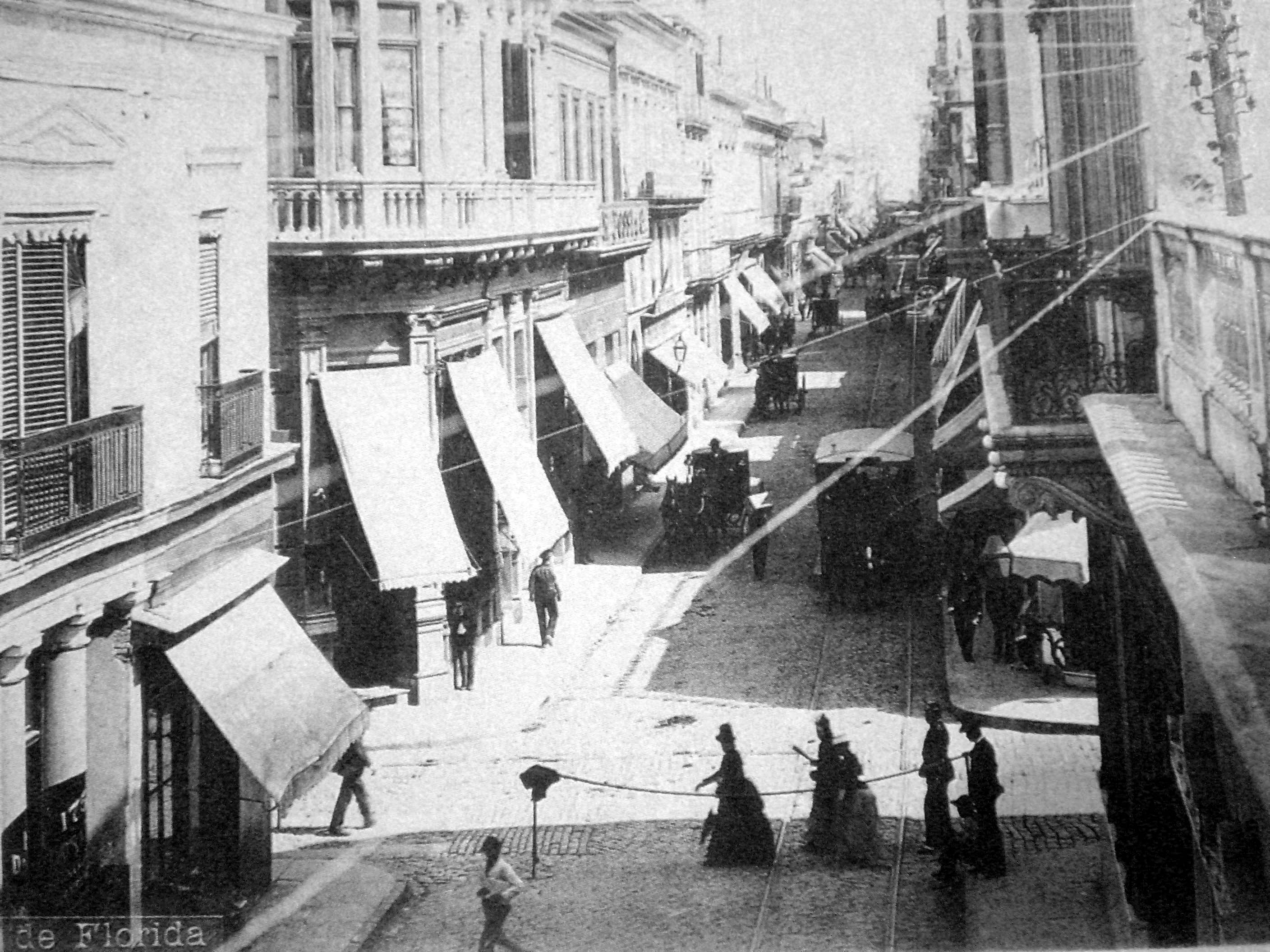
Улица Флорида в 1888 году.

### Колониальный период
Начало появления улицы Флорида восходит к основанию в Буэнос-Айреса, когда улица представляла собой путь от реки.
Её первое официальное название было Сан-Хосе, которое улице дал губернатор Мигель-де-Сальседо в 1734 году. В конце восемнадцатого и начале девятнадцатого века, улица носила название Del Correo, тогда она шла от угла нынешних улиц Perú (продолжение Флориды) и Hipólito Yrigoyen. Также она была известна как Empedrado, была вымощена с 1789 года, камнями привезенными из Монтевидео, став первой мощеной улицей города (часть этой мостовой сохранилась за входом станции метро Катедраль и у проспекта Авенида Роке Саэнс Пенья). После английских вторжений в 1808 году, улица получила имя Baltasar Unquera, в честь помощника Сантьяго-де-Линиерса, посетившего монастырь Санто-Доминго. В 1821 году улица получила имя Флорида, в честь битвы при Флорида (Боливия), произошедшей в 1814 году в Верхнем Перу против реалистов. В 1837 году Хуан Мануэль де Росас назвал улицу Перу и в 1857 году улица восстановила текущее имя.
На улице Флорида в 1813 году впервые был спет Гимн Аргентины, в доме Марикиты Санчес де Томпсон.

### Аристократический период
Аргентинская элита начала покидать свои дома к югу от Пласа-де-Майо в основном из-за эпидемий, особенно наступившей в 1871 году эпидемии желтой лихорадки, решив переехать другой район города и выбрав территорию около площади Сан- Мартин.
В 1872 году улица стала коммерческой. Были построены аптеки, магазины мебели, ювелирные и магазины одежды предлагающие новейшую европейскую моду.
В 1889 году на пересечении улицы с проспектом Авенида Кордова, в этом месте появилось политическое движение Unión Cívica de la Juventud, которое было предтечей революции 1890 года (Revolución del Parque  Парка).
В конце девятнадцатого века по улице стали ходить трамваи. В это время, было построено роскошное здание Jockey Club по адресу Флорида 559. Это выдающееся здание по улице Флорида стало местом встречи высшего класса города в начале XX века. Но в эти же годы, улица Флорида стала торговой.

### Торговая улица

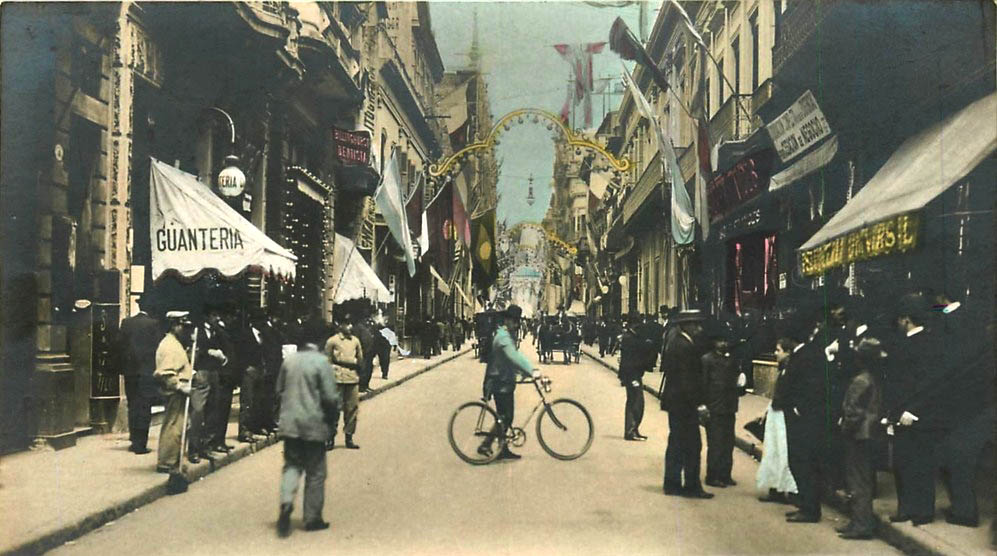
Флорида в 1910 году, торговая улица.

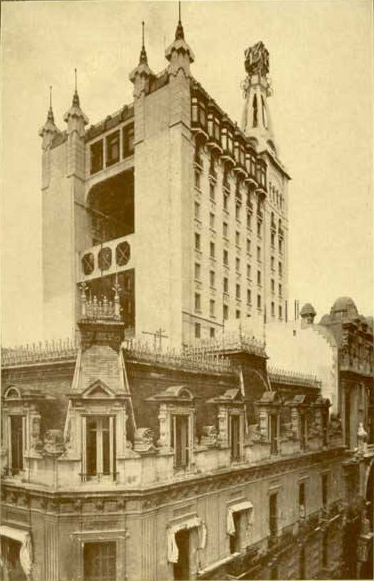
Galería Güemes в 1916 году

В 1910 году улица развивалась за счёт торговли, тогда как обеспеченные горожане двигались перебирались дальше на север, в районы Реколета и Палермо. В 1911 году, по просьбе торгующих организаций, автомобильное движение между 11 и 21 часами было запрещено.

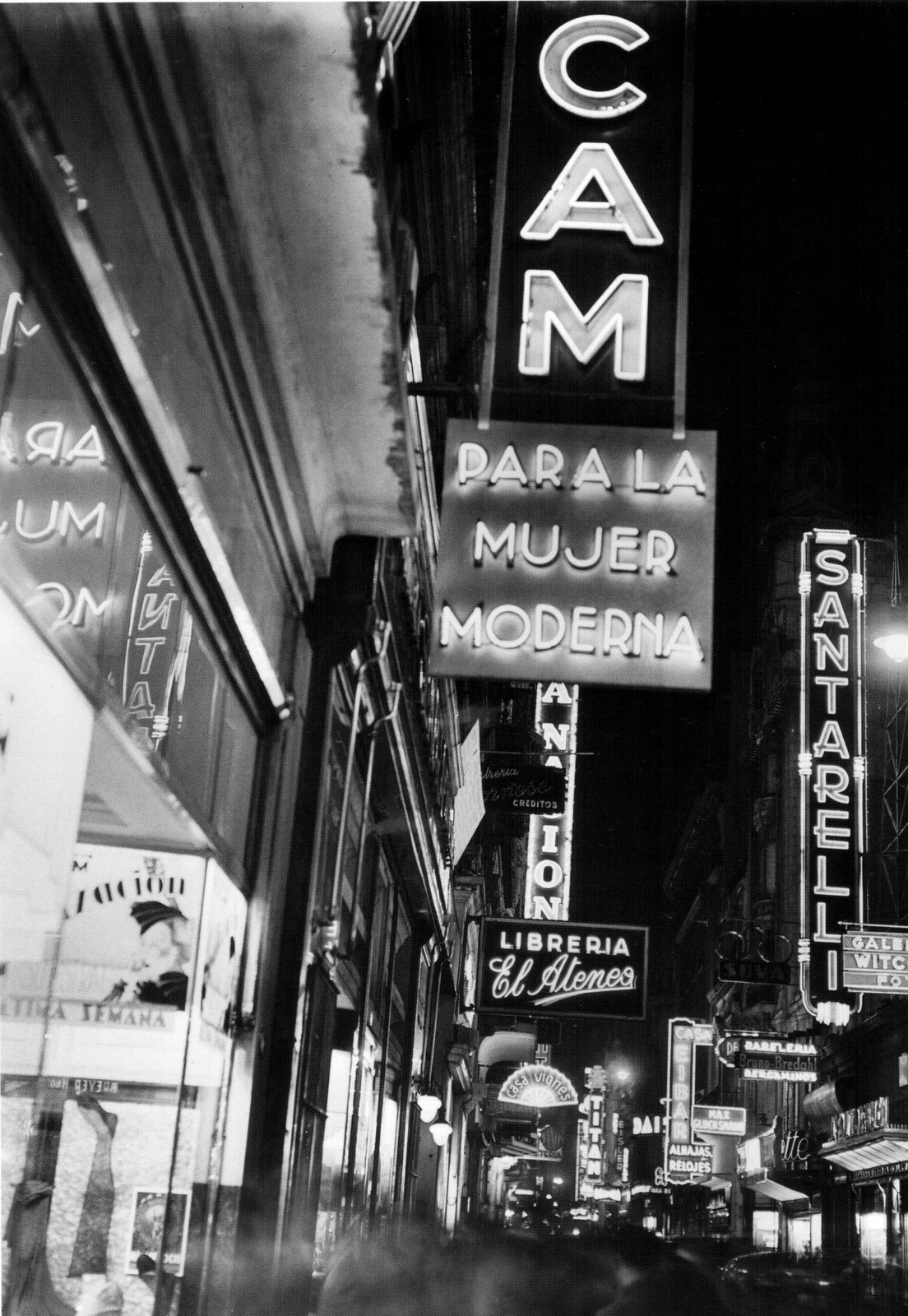
Вид на улицу Флорида 300, в 1936 году. (Фото: Horacio Coppola)

В то время, традиционный высший класс начал новое переселение на улицу Флорида, более севернее, где они могли бы избежать более интенсивного движения в центре города, и найти свободную землю для строительства новых домов. Во-первых, передача земли осуществлялась вокруг площади Сан-Мартин: в это время были построены: Palacio Ortiz Basualdo Anchorena (1904), Palacio Anchorena (Palacio San Martí) (1908) и Palacio Paz (1912). Но миграция аристократии в Буэнос-Айресе продолжилась еще дальше от центра на Авениду Альвеар и Баррио-Норте, затем продолжил двигаться по нынешней Авенида дель Либертадор в районе Палермо.
Так, все более и более коммерческой становилась улица Флорида, хотя некоторые известные дома ранее принадлежащие семье Пенья, а затем перешли Sociedad Rural Argentina. Кафе Ричмонд, Хоккейный клуб и другие дома принадлежащие некоторым традиционным аристократическим семьям, которые владели ими в прошлом в течение нескольких десятилетий, но к середине XX века, остались в основном в народной памяти, помнивших улицу которой она была в то время.
В честь столетия со дня Майской революции, были построены большие магазины на улице Флорида, крупные коммерческие "дворцы" больших размеров, таких которых город не видел до сих пор. Если в 1890 году проект магазина “Au Bon Marché” был остановлен в связи с кризисом 1890 года, строящееся здание  стало “Galería Florida” и в 1908 году было куплено железнодорожной компанией Ferrocarril al Pacífico, получив своё нынешнее название Galerias Pacifico.

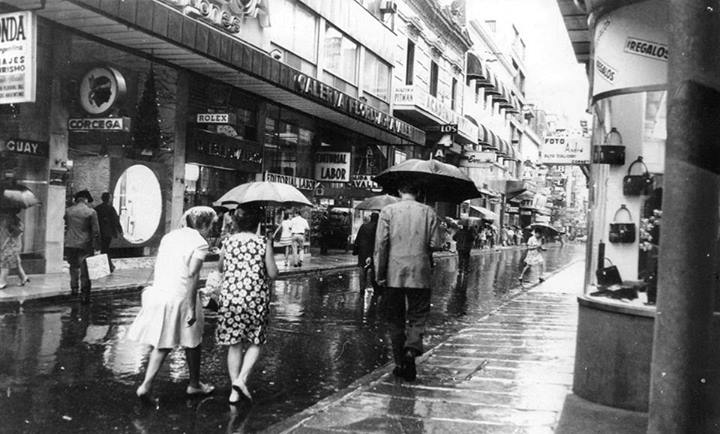
В 1969 году, улица ещё не сформировалась, но уже запрещается проезд транспортных средств. (Foto: AGN)

В 1912 году было построено большое здание магазина Gath & Chaves на углу Кангалло (ныне Перон), а затем два года спустя были построены магазины Harrods и Mueblería Thompson (между улицами Кордова и Парагвай занимая почти целый городской квартал), первый филиал Британской торговой компании был открыт за пределами Великобритании; и в 1915 году была открыта для общественности Galería Güemes, новое роскошное здание в Буэнос-Айресе, которое достигло в высоту почти 80 метров. Успех магазина Gath & Chaves был такой, что к 1925 году уже пришлось построить дополнительное здание, через дорогу от Кангалло и того же размера, что и оригинал. Это десятилетие полностью изменило улицу Флорида.

## Пешеходная улица
Превратившись в чисто коммерческую улицу, с многочисленными магазинами и несколькими банковскими домами, Флорида определенно стала пешеходной с 1 июля 1971 года, когда мэром города был Сатурнино Монтеро Руис. Дорога стала на одном уровне с тротуарами, и расширение первого квартала, между Авенида Ривадавия и Диагональ Норте, стало связано с её статусом первой туристической улицы, где появился информационный стенд муниципалитета. Во время работ на этом участке после подъёма дороги на уровень тротуара, участок старой колониальной брусчатки восемнадцатого века был сохранён, здесь сегодня располагается   мемориальная доска.
Работы, по трансформированию улицы Флорида продолжалась почти 5 месяцев. Огромные бульдозеры проехали по улице, чтобы сделать её прекрасной пешеходной улицей, где были запрещены чистка обуви, а также уличная продажа продажа предметов коллекционирования, сигарет и конфет. Однако, цветочные киоски и кафе были разрешены.
К концу 1990-х годов, на пешеходной улице отразилась ситуация в Аргентине: с 1995 года уровень безработицы вырос. В 1999 году газета La Nación напечатала материалы про "разбитые тротуары, открытые канавы и распространение незаконных торговцев и нищих отрицательно повлияло на улицу Флорида". В более поздней статье, та же газета пожаловалась, что в поездке по улице "мы видели художников, нищих, продавцов и фиктивных беженцев и даже малолетних преступников, которые заставляют владельцев магазинов закрывать жалюзи на своих магазинах".

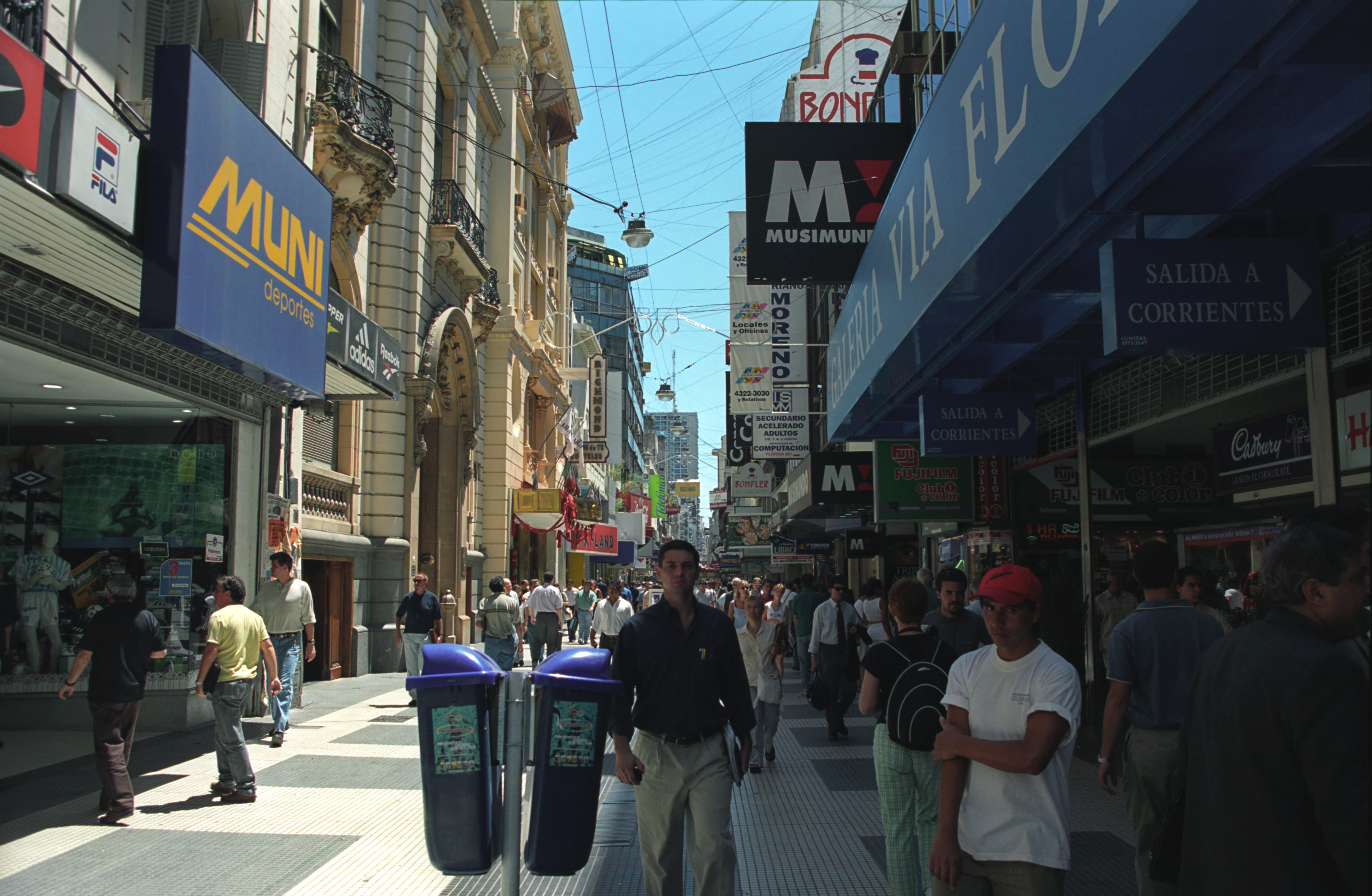
Улица Флорида, была реконструирована, но столкнулась с кризисом в январе 2000.

Однако улица претерпела значительные изменения начиная с 1999 года, когда после многих лет забвения, было полностью отремонтировано покрытие улицы в центре, появились новые фонари и вывески. Кроме того, сервисные компании обновили доставку воды, электроэнергии, газа и были размещены телефонные кабели и трубы для нового трубопровода под улицей. Вскоре ремонтные работы показали некоторые недостатки в его конструкции: Решетки были сняты, и более 4000 плиток покрытия были сняты. Хотя работы в 2004 году и в 2007 году после претензий владельцев магазинов и пешеходов были повторены, проблема должна быть решена правительством города.
Работы, стоили более миллиона конвертируемых песо, в 2000 пешеходная улица ощутила резкое снижение туризма а затем и от растущей безработицы. После кризиса 2001 года много магазинов было закрыто. Газеты рассказывали о "улица заполняется нищими и детьми-попрошайками, лежащими на улице, у входа в магазины, фуд-корты и на входах в метро. Нищие отчаянно кричат и цепляются за прохожих".  В то же время, из-за кризиса увеличилось число пустующих помещений в результате широко распространенного банкротства.

## 2000-е годы

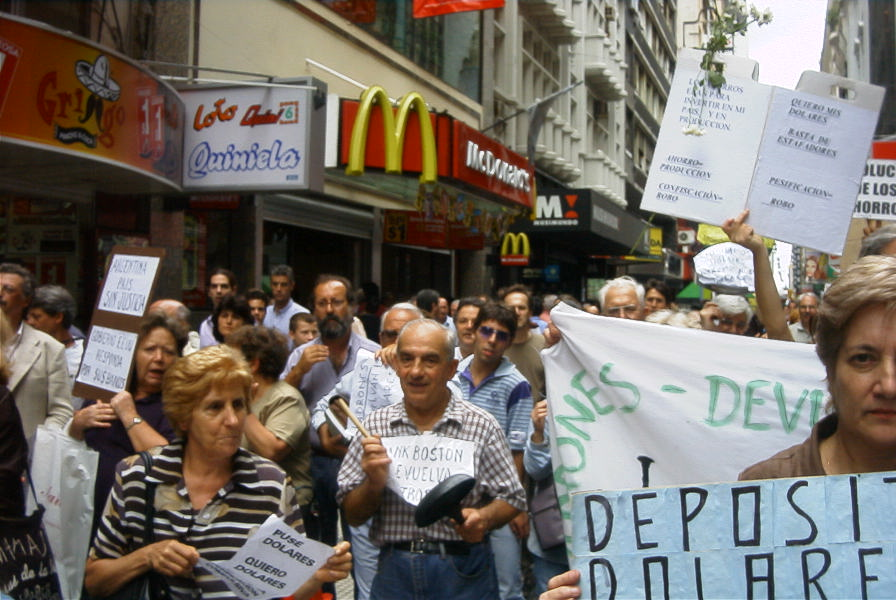
Во время демонстраций против банковского Корралито, на улице Флорида.

Когда кризис закончился, с 2003 года улица Флорида начала своё возрождение, благодаря буму иностранного туризма и постепенному возрождению торговли в стране. К середине 2005 года были восстановлены многие магазины и бренды, которые покинули улицу в связи с кризисом. Количество помещений сданных в коммерческую аренду на улице Флорида составило около 96,7 процента. Высокая текучесть арендаторов объяснялась сильным увеличением цен за аренду, которое привело к иногда пустовавшим помещениям, цены на которые были слишком высоки. Наиболее популярны среди арендаторов были угол с Авенида Кордова и в районе Площади Сан-Мартин, где стоимость аренды превысила $ 100 за метр2.
Позднее в этом году открылся филиал чилийского магазина Falabella, давая мощный импульс к развитию. В 2006 году эта фирма получила еще один филиал в том же здании, где когда-то был знаменитый “Gath & Chaves”. Власти имели планы восстановления здания Harrods, после неудач в 2004 году и 2006 годах  использовался в основном частный капитал.
По данным газеты Clarin, в январе 2007 года, было открыто 98% магазинов. то время, Флорида была самой дорогой улицей в стране, на которой можно арендовать помещение. По Colliers цена за квадратный метр выросла с $ 65 в 2005 году до $ 71 в второй половине 2006 года.
С 2000-х годов, в 2004 году и далее, улица остается "одной из самых востребованных и самых дорогих в столице"  хотя сперва здесь был в основном малый бизнес, поэтому многие трейдеры предсказывали последующий рост цен на недвижимость. аренду новых магазинов одежды и высококлассных галерей. Даже кризис 2008 года не имел глобального влияния на уровень занятости помещений на улице Флорида.

## Сегодня
В 2012 году проведена реконструкция улицы Флорида, крупнейшая с 1999 года, были проведены кабели (хотя уже был завершен в 1999 году) и на улице появилась растительность. При объеме инвестиций в $ 11 млн, главным стало изменение от черно-белого шахматной плитки на бетонную плиту толщиной 1 метр 60 сантиметров, созданы новые фонари. В январе 2013 года, арендная плата за квадратный метр составила $ 85,3 долларов США. Первый этап реставрации улицы был готов в конце мая 2013 года, включающий: от площади Сан-Мартина до угла с улицами Митре и Авенида Ривадавия. Были отреставрированы тротуары и установлены мусорные баки, деревянные скамейки, клумбы и новые фонари с технологией led.
К январю 2012 года, воспользовавшись летним праздничным периодом правительство города окончательно убрало с улицы уличных торговцев, с помощью полиции Metropolitana. Были отреставрированы фасады и фонари, размещенные в Gath & Chaves, la Residencia Peña, кондитерской  Richmond и здании Thompson. Все навесы были убраны, чтобы провести реконструкцию первых этажей каждого здания, с целью восстановить традиционную архитектуру.
Более чем в 100 зданиях было запланировано провести реконструкцию первых этажей, 24 были завершены, в 21 идут работы.

## Коммерческие галереи
Улица Флорида характеризуется наличием многих коммерческих галерей, в том числе известных:
- Galería Güemes, первый коммерческий "небоскреб" в Буэнос-Айресе, открыт в 1915 году, архитектор ― Франческо Джанотти.[33]
- Galería Jardín, характеризуется тем, что многие магазины, торгуют компьютерными принадлежностями.
- Galerías Pacífico, галерея открылась в 1890 году, восстановлена и преобразована в торговый центр в 1990 году, пользуется популярностью у туристов.
- Galería Boston, поражает тем что полностью покрыта росписью художником Карибе и создана в 1962 году.[34]